# 檨子腳 (屏東縣)
檨子腳，原寫為檨仔腳，是台灣屏東縣潮州鎮的一個傳統地域名稱，位於該鎮西南部。相較於今日行政區，其範圍大致包括檨子里不含南端、興美里南大半部、九塊里西南大半部不含西部中央凸出部分的西端、光春里東南端，以及新埤鄉的打鐵村北部邊界地帶中西側一小段。
本地區境內主要聚落為武丁、旗杆厝、檨仔腳（已遷移）、埤內、九塊厝仔、埤仔頭，設有潮南國小。

## 歷史
台灣日治初期，檨子腳地區為一街庄，稱為「檨仔腳庄」（舊制街庄），隸屬於港東上里。該庄昔日北與八老爺庄、潮州庄為鄰，東北及東與崙仔頂庄為鄰，南邊為南岸庄、打鐵庄，西邊為崁頂庄。
1901年（日治明治三十四年）11月11日，全台廢縣廳改設二十廳，該庄隸屬於阿猴廳。1904年（明治三十七年）4月15日，該庄編入「潮州區」，隸屬於阿猴廳。1905年（明治三十八年）4月1日，阿猴廳改稱「阿緱廳」。1909年（明治四十二年）10月25日，全台合併二十廳為十二廳，潮州區仍隸屬於阿緱廳。1920年（大正九年）10月1日，全台地方制度大改正，廢十二廳改設五州二廳，該庄改制並雅化為「檨子腳」大字，隸屬於高雄州潮州郡潮州街（新制街庄）。
戰後潮州街改制為潮州鎮，隸屬於高雄縣，大字亦改制為里。1950年（民國39年）10月1日，高、屏分治，潮州鎮改隸屬於屏東縣。
相較於今日行政區，本地區的範圍大致包括檨子里不含南端、興美里南大半部、九塊里西南大半部不含西部中央凸出部分的西端、光春里東南端，以及新埤鄉的打鐵村北部邊界地帶中西側一小段。

## 聚落
本地區發展較早的聚落為武丁、旗杆厝、埤內、崙仔（已消失）、檨仔腳、九塊厝仔、番仔厝（已消失）、埤仔頭，在日治期初期的官方地圖上已有記載。昭和年間，檨仔腳聚落因位於「陸軍飛行場」範圍內而遷村至旗杆厝聚落南側。

## 交通
國道3號又稱「福爾摩沙高速公路」，是貫穿台灣西部的兩條縱向高速公路之一，經過本地區西部邊界地帶北側且設有平面側車道（鄉道屏75線），並在其南側不遠處的鄉道屏70線交會口設有單向進出的崁頂交流道（南出北入）。更南側最近的雙向進出交流道為縣道187乙線交會處的南州交流道。由此等可快速前往國道3號沿線各地。
省道台1線又稱「縱貫公路」，是臺北至楓港的傳統平面幹道，經過本地區西部暨武丁聚落東側、旗杆厝聚落西側。由該道路北行可前往潮州鎮潮州市區、萬巒鄉西南端、竹田鄉、內埔鄉等地；南行可前往新埤鄉、南州鄉東端、佳冬鄉、枋寮鄉等地。
縣道189號是屏東機場至林邊的道路，經過本地區中部。由該道路北行可前往潮州鎮潮州市區、竹田鄉、萬丹鄉、屏東市等地；南行可前往新埤鄉、林邊鄉，並止於林邊市區的省道台17線路口。
鄉道屏68線是越溪至武丁的道路，其東側端點（終點）位於本地區西部、武丁聚落南側的省道台1線路口。
鄉道屏70線是後廍至旗杆厝的道路，其東側端點（終點）位於本地區西部、旗杆厝聚落的鄉道屏72線終點暨屏114線起點路口，由此向西北蜿蜒而行，會經過本地區的武丁聚落。
鄉道屏72線是油車莊至旗杆厝的道路，其東側端點（終點）位於本地區西部、旗杆厝聚落的鄉道屏70線終點暨屏114線起點路口，由此向南轉西南西蜿蜒而行，會經過本地區的（新）檨仔腳聚落。
鄉道屏75線是打鐵至社皮的道路，在本地區路段為國道3號的平面側車道，經過本地區西部邊界地帶北側。
鄉道屏77線是潮州至萬安的道路，經過本地區東部邊界地帶暨埤仔頭、九塊厝仔等聚落。該道路在本地區有部分路段與鄉道屏114線共線。
鄉道屏114線是旗杆厝至新開寮的道路，其西側端點（起點）位於本地區西部、旗杆厝聚落的鄉道屏70線終點暨屏72線終點路口，由此向東蜿蜒而行，會經過本地區的埤內、九塊厝仔等聚落。該道路在本地區有部分路段與鄉道屏77線共線。

## 學校
- 潮南國小